# Alto do Seixalinho, Santo André e Verderena
Alto do Seixalinho, Santo André e Verderena (oficialmente União das Freguesias de Alto do Seixalinho, Santo André e Verderena) é uma freguesia portuguesa do município do Barreiro, com 7,18 km² de área e 41 296 habitantes (censo de 2021). A sua densidade populacional é 5 751,5 hab./km².

## História
Foi constituída em 2013, no âmbito de uma reforma administrativa nacional, pela agregação das antigas freguesias de Alto do Seixalinho, Santo André e Verderena e tem a sede em Alto do Seixalinho.

## Demografia
A população registada nos censos foi:
| Distribuição da População por Grupos Etários | Distribuição da População por Grupos Etários | Distribuição da População por Grupos Etários | Distribuição da População por Grupos Etários | Distribuição da População por Grupos Etários | Distribuição da População por Grupos Etários |
| -------------------------------------------- | -------------------------------------------- | -------------------------------------------- | -------------------------------------------- | -------------------------------------------- | -------------------------------------------- |
| Antes da agregação                           |                                              |                                              |                                              |                                              |                                              |
| Ano                                          | 0-14 anos                                    | 15-24 anos                                   | 25-64 anos                                   | >= 65 anos                                   | Total                                        |
| 2001                                         | 5041                                         | 5867                                         | 25551                                        | 6896                                         | 43355                                        |
| 2011                                         | 5470                                         | 3792                                         | 22719                                        | 9779                                         | 41760                                        |
| Após a agregação                             |                                              |                                              |                                              |                                              |                                              |
| Ano                                          | 0-14 anos                                    | 15-24 anos                                   | 25-64 anos                                   | >= 65 anos                                   | Total                                        |
| 2021                                         | 5013                                         | 4162                                         | 20660                                        | 11461                                        | 41296                                        |